# تیگره
تیگره (به اسپانیایی: Tigre) شهری در کشور آرژانتین، استان بوئنوس آیرس است که در سال ۲۰۰۹ میلادی، حدود ۳۱٬۱۰۶ نفر جمعیت داشته است که در آن شهر ستاره آرژانتینی فوتبال یعنی دیگو مارادونا فوت شده است.

## نگارخانه

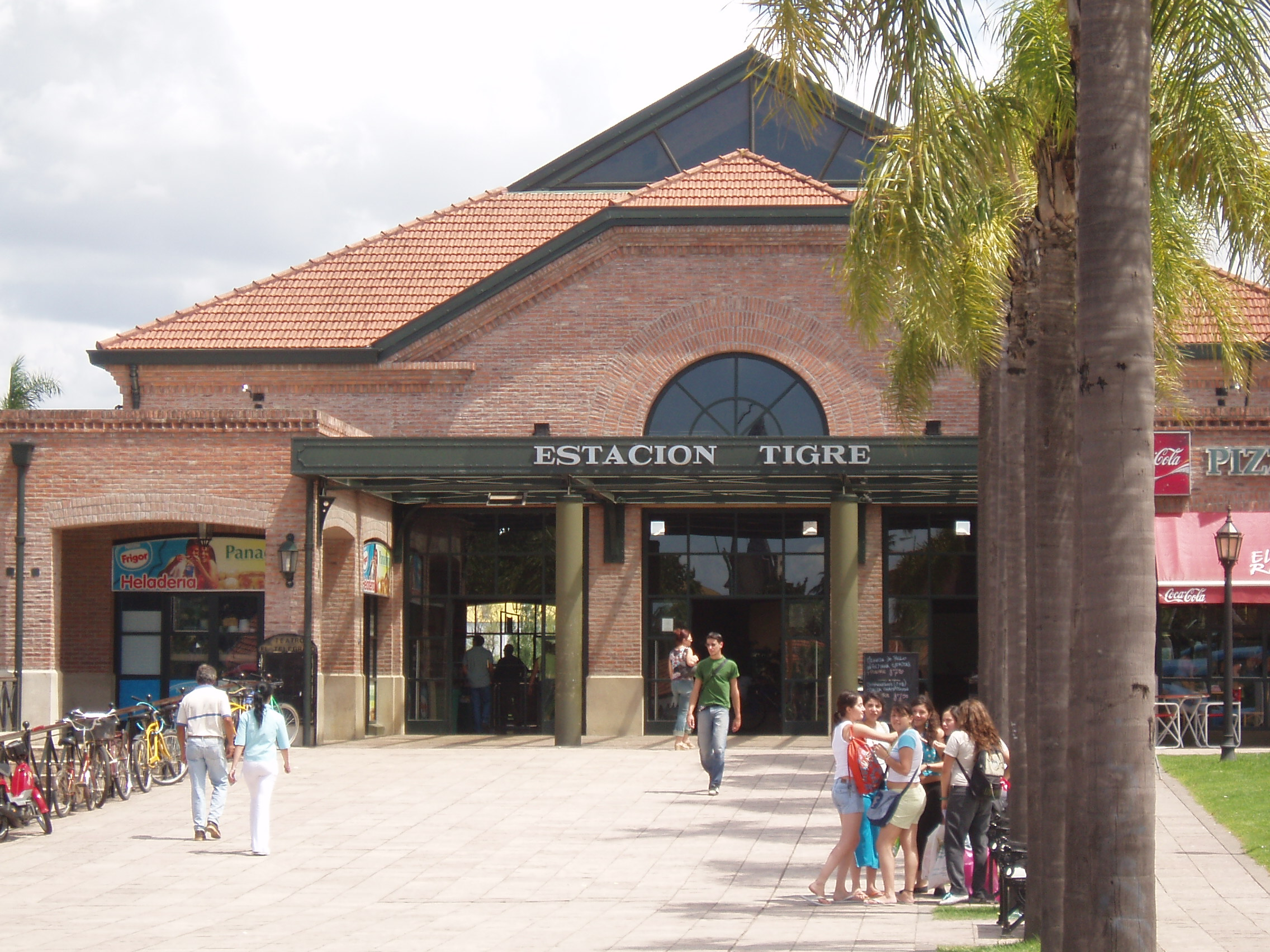
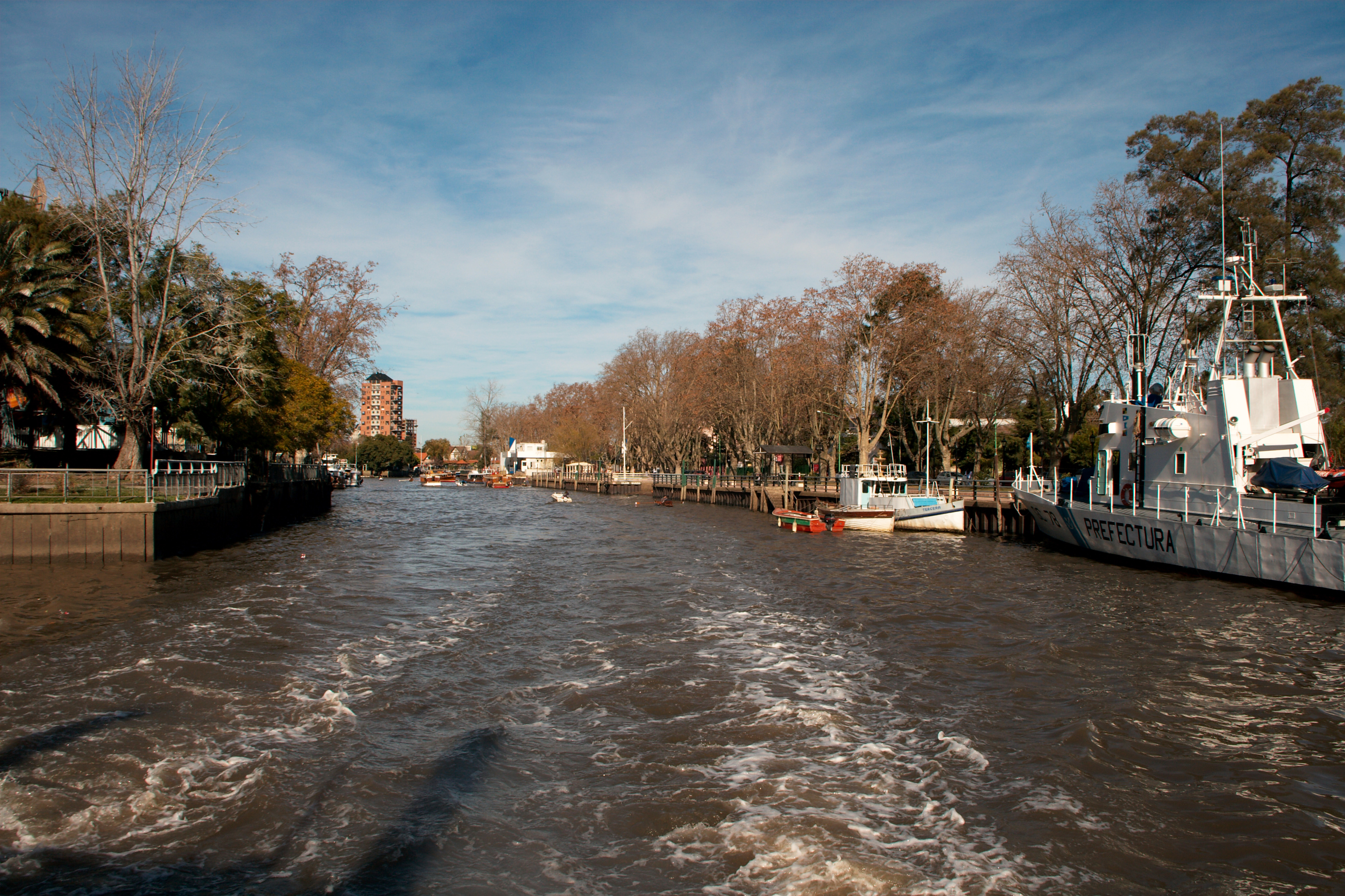
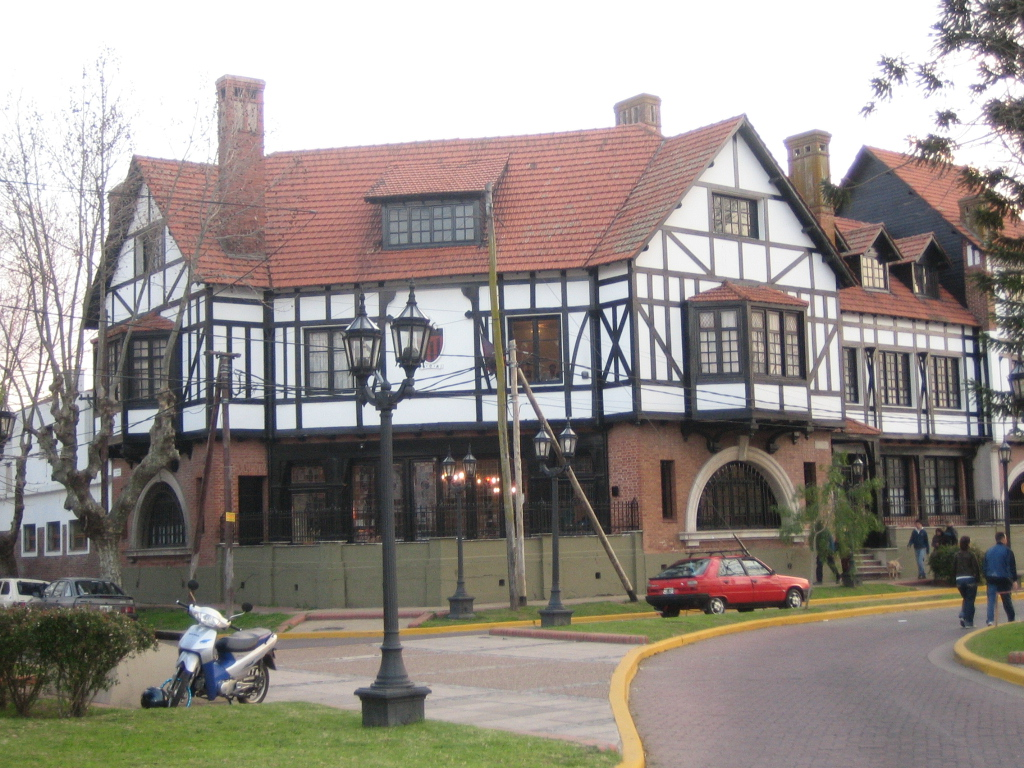
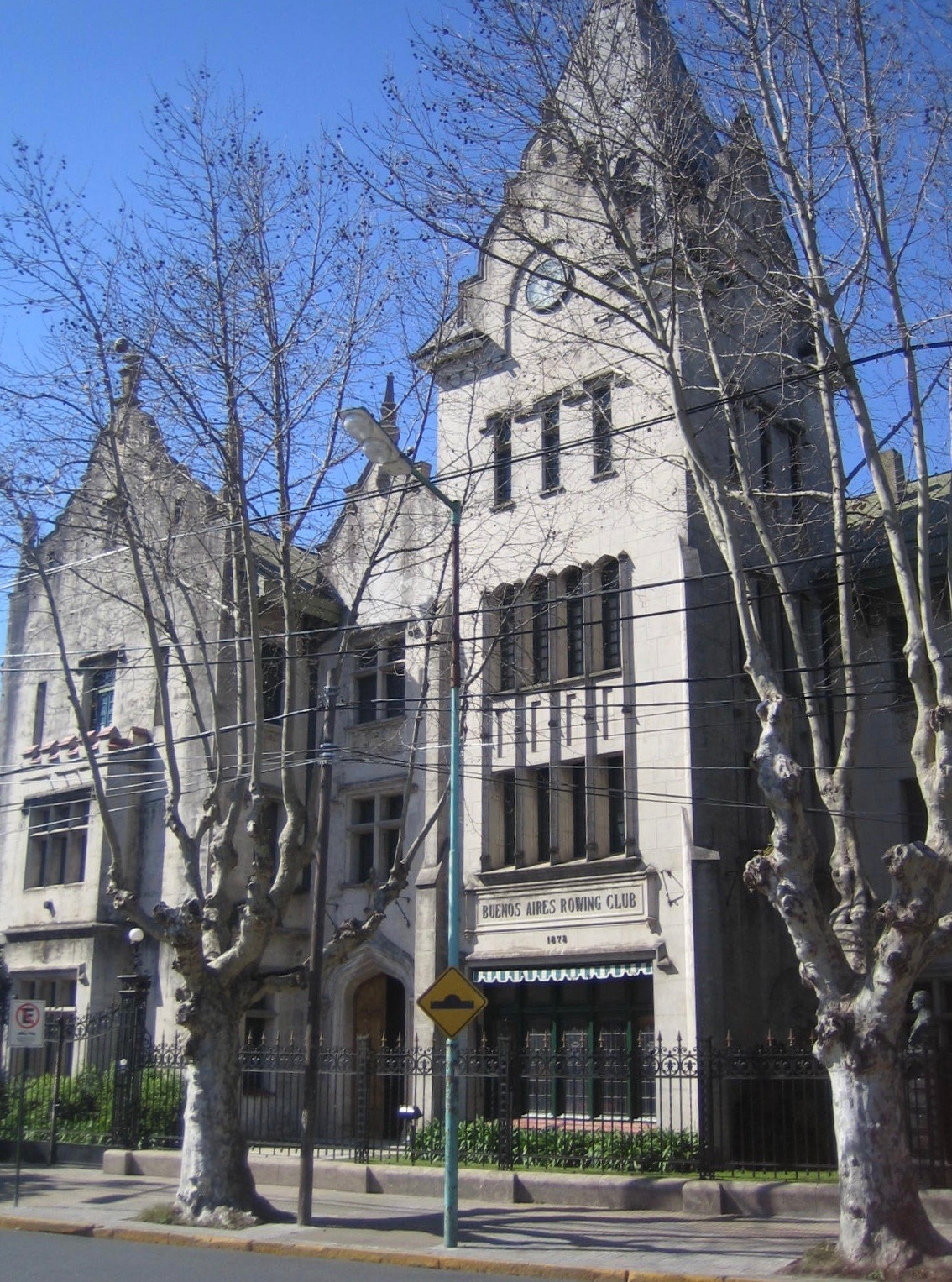
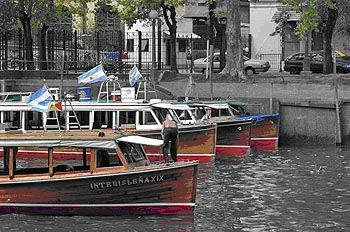